# Família Dimacísio
Dimacísio (em latim: Dimacisius), Dimacisênio (em latim: Dimacisenius) ou Dimaqueseã (em armênio: Դիմաքսեան; romaniz.: Dimak’sean) foi uma família nobre armênia (nacarar) da Antiguidade e Idade Média.

## História
As origens da família Dimacísio são incertas. Segundo Moisés de Corene, sua origem era não dinástica, mas é improvável que seja o caso, haja vista sua relação com a nobreza armênia. Cyril Toumanoff propôs que possam ter vínculos com os alanos, que residiam ao norte do Cáucaso, pois Moisés faz menção a certo Axídares, cujo nome é o mesmo do sogro de Tiridates III (r. 298–330). Toumanoff corrobora sua hipótese no fato dos Aravelênios, que residiam em Airarate nas cercanias dos domínios dos Dimacísios, terem alegado descender dos alanos. Em algumas das listas das casas nobres armênias, ocorreu o nome Ascadareano (Աշխադարեան, Ašχadarean), que deve ser um epíteto dos Dimacísios.
Os Dimacísios dividiam-se em duas linhagens, uma que reinou em Bolca, em Taique, e outra numa porção de Siracena, em Airarate. Sua existência é atestada até o século VII, sejam ambas as linhagens ou ao menos uma delas, quando tornar-se-iam vassalos dos Bagratúnios. Presume-se que cada uma das linhagens tinha a capacidade de arregimentar 300 cavaleiros ao exército real. Foram citados na Lista de Trono (Գահնամակ, gahnamak) na 34/35.ª (os Dimacísios de Bolca), 37.ª (seu ramo cadete) e 67.ª (os Dimacísios de Siracena, cuja menção no documento pode ser um erro ou uma memória da clássica divisão da família nesse domínio) posições entre as famílias nobres do reino.